# On Pointe
On Pointe est une émission de télévision documentaire américaine en six épisodes de 50 minutes, créée par Larissa Bills et mise en ligne le 18 décembre 2020 sur le service Disney+.

## Synopsis
Ce documentaire tourne autour de l'École de Ballet Américain,,.

## Production

### Fiche technique
Sauf indication contraire, les informations mentionnées dans cette section peuvent être confirmées par les bases de données cinématographiques IMDb et Allociné,  présentes dans la section « Liens externes ».
- Titre original : On Pointe
- Réalisation : Larissa Bills
- Photographie :
  - Larissa Bills
  - Matthew O'Neill
  - Rosalino Ramos
- Son : Bob Chefalas
- Musique : Jonathan Zalben
- Production : 
  - Larissa Bills
  - Tom Grant
  - Kelsey Field
- Société(s) de production : 
  - Imagine Documentaries
  - The Disney Channel
- Société(s) de distribution : Disney+
- Pays d'origine :  États-Unis
- Langue originale : anglais
- Format : couleur
- Genre : documentaire
- Durée : 50 minutes
- Dates de sortie :
  - États-Unis : 18 décembre 2020